# Longview (Texas)
Longview je město nacházející se převážně v okresu Gregg County (malá část města pak zasahuje rovněž do Harrison County) ve státě Texas ve Spojených státech amerických. Nachází se v oblasti regionu Východní Texas asi 80 kilometrů východně od města Tyler, přičemž konkrétně spadá do oblasti Severovýchodního Texasu. Na západě sousedí s městečkem White Oak. 
K roku 2020 zde žilo 81 638 obyvatel. S celkovou rozlohou 145 km² byla hustota zalidnění 560 obyvatel na km². Město bylo založeno na počátku 70. let 19. století. Od roku 1873 je zároveň správním městem Gregg County, ve které se většina území města nachází. Město je díky své poloze zásadním dopravním uzlem a ekonomickým centrem regionu, podobně jako nedaleké město Tyler. Ve městě sídlí řada společností a také několik univerzit.  